# Флорин
Вижте пояснителната страница за други значения на Флорин.
Флорин (итал. fiorino от fiore „цвете“, от лат. florem „цвете“) е название на златни монети, които се секат във Флоренция от 1252 г. до 1523 г., а впоследствие и в много други страни.
Флорентинският fiorino d'oro е имал тегло от 3,5 грама злато с чистота 0,986 и е първата европейска златна монета след 7 век, която е била сечена в достатъчно големи количества, за да има важно търговско значение.
Флоринът бързо се разпространява в много страни в западна Европа, които емитират собствени монети, следващи флорентинския образец. Златните монети на Венеция, които се разпространяват широко след 1284 г., получават названието „дукати“ и впоследствие това название се налага и за златните флорини в почти цяла Европа.
Названието „флорин“ се използва като синоним на гулден и дукат.